# خورخي بيروجوريا (ممثل)
خورخي بيروجوريا هو مخرج وممثل كوبي، ولد في 13 أغسطس 1965 بهافانا في كوبا.

## أعمال

### أفلام
- (2008) تشي[1]
- (2014) العودة إلى إثاكا[2]

## وصلات خارجية
- خورخي بيروجوريا على موقع IMDb (الإنجليزية)
- خورخي بيروجوريا على موقع ألو سيني (الفرنسية)
- خورخي بيروجوريا على موقع أول موفي (الإنجليزية)
- خورخي بيروجوريا على موقع قاعدة بيانات الفيلم (الإنجليزية)
- خورخي بيروجوريا على موقع كينوبويسك (الروسية)